# Sverigedemokrater i svenska kyrkan
Sverigedemokrater i Svenska kyrkan (SDSK) är ett kyrkoförbund och en av de nomineringsgrupper som ställer upp i kyrkovalet 2025 till Svenska kyrkans samtliga politiska nivåer - Kyrkomötet, Stiftsfullmäktige och Kyrkofullmäktige.
Sedan 2001 och fram till och med kyrkovalet 2021 och därmed mandatperioden 2022-2025 är partiet Sverigedemokraterna representerade i kyrkomötet. Med tiden har man även fått representation i samtliga av stiften och i många kyrkofullmäktigen i Svenska kyrkan. 

## Historik
I kyrkovalet 2001 fick Sverigedemokraterna två mandat i kyrkomötet (0,8%). Partiet Sverigedemokraterna beslutade då att starta det kyrkopolitiska organet Förbundet Fädernas kyrka, som ställde upp i kyrkovalet 2005 under beteckningen Fädernas kyrka. Man fick detta val fyra mandat (1,6%) till kyrkomötet.
År 2009 fick man sju mandat (2,8%) i kyrkomötet. Gruppen kom inte in i Luleå stiftsfullmäktige, och ställde heller inte upp i alla stiftsfullmäktigeval. Av de 28 913 ordinarie mandat som tillsattes i kyrkovalet 2009 fick Sverigedemokraterna 57 (0,20%).
Kyrkovalen 2013, 2017 och 2021 bedrevs valrörelsen under beteckningen Sverigedemokraterna medan organet Fädernas kyrka var vilande. I valet till kyrkomötet fick man 24 mandat (9,6%) år 2017, medan man 2021 backade till 19 mandat (7,6%).
I februari 2024 fattade partistyrelsen Sverigedemokraterna efter en större intern utredning beslutet att riksdagspartiet Sverigedemokraterna framgent inte ska ställa upp som partiet Sverigedemokraterna i kyrkovalen. Det tidigare organet Fädernas kyrka ny- och ombildades därför till att bli Sverigedemokrater i Svenska kyrkan (SDSK). I september 2024 bildades formellt sett det kyrkopolitiska förbundet inför kyrkovalet 2025.